# ستيفن فرنسيس جونز
ستيفن فرنسيس جونز (بالإنجليزية: Stephen Francis Jones)‏ هو مهندس معماري أمريكي، ولد في 1961.